# Bajanchongor
Bajanchongor (mong. Баянхонгор) – miasto w Mongolii, stolica administracyjna ajmaku bajanchongorskiego, położone 620 km na południowy zachód od stolicy kraju Ułan Bator. W 2010 roku liczyło 29,8 tys. mieszkańców. Prawie cała populacja reprezentowana jest przez Chałchasów. 
Leży na wysokości około 1850 m n.p.m.
Ajmak powstał w 1942, ale stolicę ajmaku przeniesiono do Bajanchongoru w 1961. W latach 80. XX w. działał w mieście kombinat spożywczy, cegielnia, fabryki: odzieży i obuwia. 
Obecnie (2008) w mieście jest Muzeum Ajmaku i Muzeum Przyrodnicze, a także klasztor lamajski założony w 1991.  
20 km od centrum dzisiejszego miasta do 1937 istniał duży i aktywny klasztor lamajski, znany jako ośrodek wydawniczy tekstów sakralnych i teologicznych. Został całkowicie zniszczony przez komunistów w 1937.
W mieście znajduje się port lotniczy Bajanchongor.